# Joseph Petitjean
Pour les articles homonymes, voir Petitjean.
Joseph Petitjean est un homme politique français né le 24 novembre 1875 à Paris et décédé le 27 janvier 1960 à Paris.
Industriel, il est conseiller municipal de Paris en 1909, conseiller général et député de la Seine de 1914 à 1924, siégeant sur les bancs radicaux.